# Elektrische Trommelbremse
Eine elektrische Trommelbremse, elektrische Friktionsbremse, oft als elektrische Bremse oder elektrische Anhängerbremse bezeichnet, ist eine Bremse, die durch elektrischen Strom gesteuert wird und bei mittelschweren Anhängern wie bei Wohnwagen/Wohnmobilen und Autotransportern Verwendung findet. Sie ist keine Rekuperationsbremse. Diese ist verwandt mit der elektromagnetischen Kettenbremse oder der bei Eisenbahnen benutzten Magnetschienenbremse, die auch elektrischen Strom verwendet, um die Bremskraft direkt zu steuern.

## Mechanisches Prinzip
Im Folgenden sind die Prinzipien elektrisch gesteuerter Trommelbremsen beschrieben.

Schnittzeichnung einer elektrischen Trommelbremse

Die Bremse hat eine Ankerplatte (1) als Basis. Das Bremsschild wird über die Löcher in der Mitte an einem Achsträger montiert. Die Bremsbacken (3) führen das Bremsen aus, indem sie nach außen auf die Innenseiten der Bremstrommel drücken. Die Bremsbacken werden vom Aktor an Ort und Stelle gehalten durch Federn (2) und einen Einsteller (7). Einige kleinere Clips, die nicht abgebildet sind, halten die Bremsbacken an Ort und Stelle.
Das Bremsen beginnt mit dem Anlegen eines Stroms proportional zur gewünschten Bremskraft an den Elektromagnet (5), die axial zur Trommel gezogen wird. Wenn sich die Trommel dreht, wird der Betätigungsarm (4) je nach Drehung des Rads entweder nach links oder nach rechts gezogen. Der Betätigungsarm wird um einen runden Stift geschwenkt, der am Bremsschild verankert ist. Dies gibt wiederum Druck an eine der Bremsbacken ab, die mit der Bremstrommel in Kontakt kommt. Die erste Bremsbacke versucht dann, der Drehung zu folgen, während Reibung erzeugt wird, und überträgt dadurch die Bewegung über den Einsteller auf die zweite Bremsbacke. Die Reibungskraft wird dann von dem an der Ankerplatte angebrachten Stopper (schwarzes Trapez) erfasst.
Die Bremskraft hängt von der Stärke des Stroms ab, der an den Elektromagneten anliegt. Rückstellfedern stellen sicher, dass der Betätigungsarm in seine Ruheposition zurückgebracht wird und die Bremsbacken von der Trommel zurückgezogen werden, wenn der Strom durch den Elektromagneten abgeschaltet wird.

## Elektrik
Der elektrische Strom, der die Bremse durch einen Elektromagnet steuert, wird von einem Bremssteuerungsgerät bereitgestellt, das den Steuerstrom vom Zugfahrzeug liefert. Es gibt verschiedene Arten von Bremssteuerungen auf dem Markt, von denen jede ihre eigenen Vor- und Nachteile hat.
Der Strom, der die Bremsen vom Zugfahrzeug aus steuert, stammt aus der Batterie und Lichtmaschine des Zugfahrzeugs und wird über das Bremssteuerungsgerät, die Zugmaschinenverkabelung, den elektrischen Bremsstift im Anhängerstecker und die Anhängerverkabelung zum Elektromagneten in den Bremsen und zurück durch die Anhängerverkabelung zum Anhängerstecker und durch den Erdungsstift im Anhängerstecker zum Fahrgestell/Rahmen des Zugfahrzeugs geleitet.
Um Störungen zwischen Fahrzeugbeleuchtung und Bremsen so gering wie möglich zu halten, sollten die Stromkreise von Licht und Bremse so weit wie möglich getrennt sein.

### Mögliche elektrische Fehler
Die Kirchhoffschen Regeln sind die Grundlagen für das Verständnis von Problemen mit der Elektrik. Elektrische Fehler bei Bremsen können von störend bis gefährlich sein. Daher ist es wichtig, dass sie wirklich richtig funktionieren.
Bei der Verfolgung von Fehlern ist es wichtig, alle Symptome zu erkennen, da dies zu einer Komponente führen kann, die allen Teilen gemeinsam ist. Und eine Komponente, die in den meisten elektrischen Kabeln des Anhängers wirklich eine Rolle spielt, ist der Erdungsstift des Steckverbinders, da er den gesamten Rückstrom vom Anhänger zum Zugfahrzeug verarbeiten muss. Da der Bremsmagnet mit seinem Masseanschluss über die Ankerplatte und die Achse des Anhängers auf dessen Fahrgestell Rahmen verbunden ist, sollte sichergestellt sein, dass der Weg des Stroms über eine gleiche Strecke von rechts und links zurück zum Stecker zum Zugfahrzeug Fließt, sowie die Kabellängen und -querschnitte zur rechten und linken Bremse identisch sind, um den Spannungsabfall auf den elektrischen Verbindungen seitengleich zu halten.
Einige Symptome, die am Anhänger auftreten können:
- „Pulsierende Bremsen“ können auftreten, wenn gleichzeitig ein oder mehrere Fahrtrichtungsanzeiger aktiv sind. Es gibt verschiedene Möglichkeiten, um dieses Problem zu minimieren. Es reicht von der Verwendung eines speziellen Impulsunterdrückers bis hin zu einem separaten elektrischen Bremsanhängeranschluss mit einem Bremskreis, der vollständig vom Rest der Anhängerverkabelung getrennt ist. Zu beachten ist, dass bei einer vollständig getrennten Verkabelung die Bremsmasse von der Beleuchtungsmasse getrennt werden muss. Dazu gehören die Abreißschutzschaltungen und die Batterie. (Hier sind die Kirchhoffschen Regeln zu beachten).
- Die Lichter am Anhänger ändern ihre Stärke proportional zur ausgeübten Bremskraft.
- Bremsen werden betätigt, sobald einige Anhängerlichter eingeschaltet werden. Hier können die Bremsen möglicherweise nur leicht ziehen, sobald die Positionslichter leuchten. Dies kann zu unnötigem Verschleiß und zu Überhitzten Bremsen führen.
- Eine zu schwach ausgelegte Verkabelung führt zu einem übermäßigen Spannungsverlust des letzten Magneten in der elektrischen Schleife. Dieser Magnet wird daher unwirksam gemacht. Infolgedessen blockiert das Rad den ersten Elektromagneten beim Bremsen.
- Eine ungleichmäßige Einstellung der Bremsbacken kann einen fehlerhaften Magneten vortäuschen. Es ist sicherzustellen, dass beide Bremsbacken richtig eingestellt sind.

## Instandhaltung
Da Bremsen ein Sicherheitsmerkmal sind, muss die Wartung der Bremsen in Form einer vorbeugenden Wartung erfolgen. Die Instandhaltung muss immer symmetrisch auf der gesamten Achse eines Anhängers erfolgen. Wenn Objekte auf einer Seite gewechselt werden, müssen die entsprechenden Objekte auch auf der anderen Seite gewechselt werden, um ein symmetrisches Bremsen zu gewährleisten.

### Einstellung
Die Einstellung der Bremse erfolgt über den Zentrierer (6), bei dem es sich im Wesentlichen um eine Schraube handelt, auf die beim Zusammenbau der Bremse zugegriffen werden kann. Die Einstellung ist erforderlich, um sicherzustellen, dass die Bremse wie erwartet funktioniert und die Bremskraft gleichmäßig und proportional aufbringt.

### Verschleißerscheinungen
Die Bremsbacken sind Verschleißteile und müssen bei Abnutzung ausgetauscht werden. Der Magnet hat auch ein Polster, das beim Austausch der Bremsbacken überprüft werden muss. Wenn das Magnetkissen abgenutzt ist (falls es an der betreffenden Bremse vorhanden ist), muss es ebenfalls ersetzt werden. Die Trommel selbst ist ebenfalls ein Verschleißteil und muss ersetzt werden, wenn bestimmte Verschleißgrenzen erreicht wurden, um die sichere Verwendung zu gewährleisten.
Wenn zu viel gebremst wird, kann der Elektromagnet überhitzen und muss ersetzt werden. Die Reparatur elektrischer Teile in der Bremstrommel kann jedoch sehr schwierig sein. Dies bedeutet, dass der Magnet selbst getestet werden muss, während die Trommel entfernt und bei Bedarf ersetzt wird.